# كلية أوريغون للطب الشرقي
عيادة طلاب كلية أوريغون للطب الشرقي هي عيادة خاصة في بورتلاند بولاية أوريغون تركز على شهادات الدراسات العليا في الوخز بالإبر والطب الشرقي. برامج كلية أوريغون للطب الشرقي معتمدة من قبل لجنة الاعتماد للوخز بالإبر والطب الشرقي، ومرخصة من قبل مكتب ترخيص الدرجات التابع للجنة مساعدة الطلاب في ولاية أوريغون لمنح درجة الماجستير في الوخز بالإبر والطب الشرقي ودكتوراه في الوخز بالإبر والطب الشرقي.

## تاريخ
تأسست عيادة طلاب كلية أوريغون للطب الشرقي في بورتلاند بولاية أوريغون في عام 1983، وهي واحدة من أقدم كليات الطب الصيني في الولايات المتحدة. تقوم كلية اوريغون للطب الشرقي بتدريب طلاب الماجستير وطلاب الدكتوراه، وإجراء البحوث وعلاج المرضى في حرم المدينة القديمة في الحي الصيني وعيادة شمال شرق بورتلاند هوليوود. في يوليو 2005، أصبحت كلية اوريغون للطب الشرقي أول كلية تخرج مجموعة من أطباء الوخز بالإبر والطب الشرقي. أعلنت الكلية عن خطط في يوليو 2009، للانتقال من الجانب الشرقي لبورتلاند إلى مبنى تاريخي في حي المدينة القديمة في الجديد LEED Gold في وسط المدينة. تم تجديد مرفق المعتمد بتكلفة 15.2 مليون دولار. في سبتمبر 2012، انتقلت المدرسة إلى منزلها الجديد في الحي الصيني التاريخي في المدينة القديمة في بورتلاند.

## العيادات

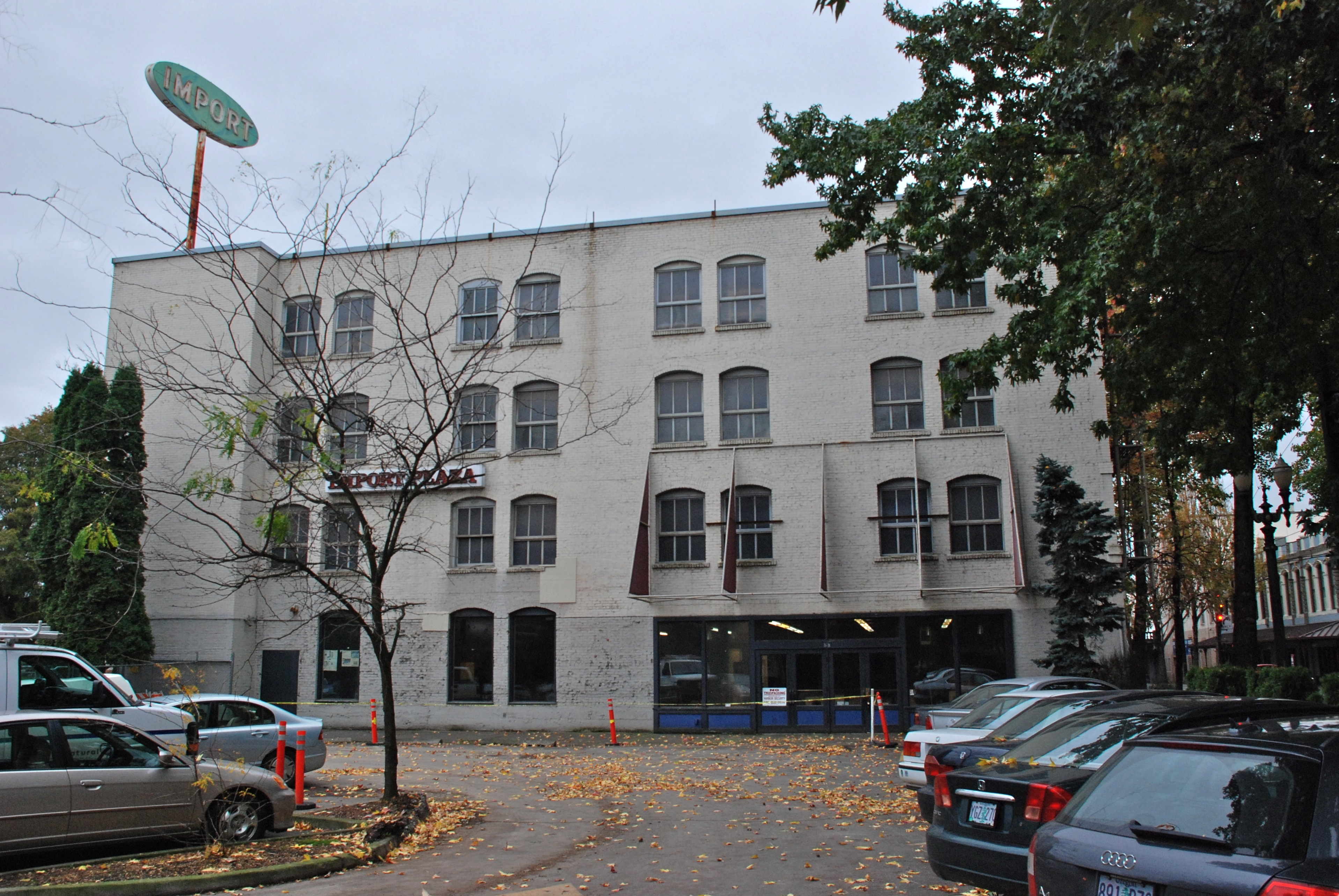
المبنى الذي أصبح موقع كلية اوريغون للطب الشرقي الجديد في خريف 2012، شوهد في 2010، قبل بدء التجديد.

تدير كلية اوريغون للطب الشرقي عيادتين في بورتلاند والطبية العشبية. تخدم عيادة اوريغون للطب الشرقي التي تضم ثماني غرف عيادة سكان شمال شرق بورتلاند بما في ذلك أحياء هوليوود وغرانت بارك، إرفينغتون وبومونت ويلشاير. افتتحت عيادة كلية اوريغون للطب الشرقي في حرم الكلية الحي الصيني البلدة القديمة في سبتمبر 2012 وتخدم سكان وسط المدينة والعاملين. تقع عيادة اوريغون للطب الشرقي (طب الاعشاب) في الطابق الأرضي من حرم الكلية. تقدم العيادات سنوياً أكثر من 20000 الوخز بالإبرمنخفضة التكلفة، والأدوية العشبية الصينية للمرضى، تينيا، وعلاجات المرضى شياتسو التي تعمل أيضاً كمرافق تعليمية للكلية. كلية اوريغون للطب الشرقي لديها قسم البحوث النشطة، وتلقى منح بحثية كبيرة من المعاهد الوطنية للصحة، وشملت مشاريع البحوث لكلية اوريغون للطب الشرقي منحة تعاونية مع جامعة أريزونا لدراسة اضطراب المفصل الصدغي الفكي،

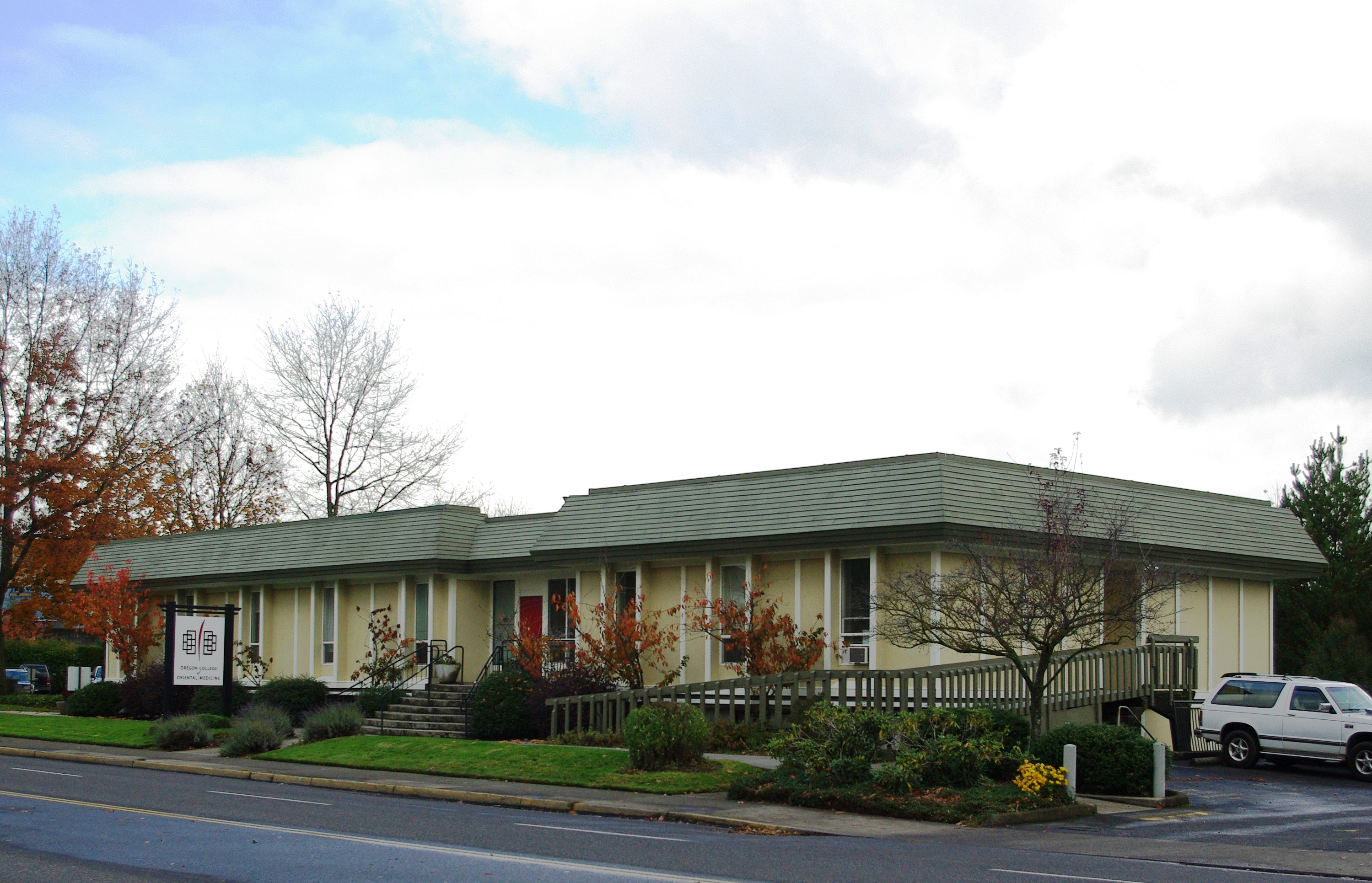
مبني في جنوب شرق حرم بورتلاند.